# Cunaco
Cunaco es un pueblo ubicado en la comuna de Nancagua, en la provincia de Colchagua, Chile. Tiene unos 6.000 habitantes. También fue comuna entre las décadas de 1900 y 1920.

## Descripción
Inserta en el valle de Colchagua, en Cunaco se producen muy buenas uvas de mesa y vinos de los viñas Viu Manent y Doña Candelaria. Cuenta con dos clubes deportivos que son Unión Cunaco y Sara Huape, además de uvas y vino produce variedades de frutos como son ciruelas, duraznos, membrillos, y en los últimos años muchas parcelas se han especializando en la producción del arándano. Esta localidad además cuenta con una compañía de bomberos al servicio de la comunidad. 
En Semana Santa se realiza una tradicional competencia atlética llamada "Carrera de las Viñas" en la cual compiten los jóvenes deportistas de toda la comuna de Nancagua, mientras que en la carrera principal de adultos compiten destacados atletas nacionales e internacionales.
A causa del terremoto del 27 de febrero de 2010 muchas de sus viejas casonas se fueron abajo o quedaron con daños estructurales, incluyendo su iglesia, la que fue posteriormente reconstruida manteniendo su arquitectura original.